# Logopedie
Logopedie (z řeckého ὁ λόγος, logos = slovo, řeč a παιδεία, paideia = výchova) se zabývá problematikou narušené komunikační schopnosti (NKS) ve všech rovinách u všech věkových kategorií (Lechta, 2005). Zahrnuje tedy vše od nejdrobnějších řečových vad, jako např. chybná výslovnost jedné hlásky, až po masivní řečové poruchy či naprostou nemluvnost. Má nejblíže k speciální pedagogice i k medicíně. V medicíně se setkáme spíše s pojmem klinická logopedie.
Řeč člověka začleňuje do společnosti, ovlivňuje prožívání, poznávání a rozumový vývoj. Vývoj řeči souvisí se slovníkem rodiče či vychovatele. Dítě by mělo do 7 let věku zvládnout veškeré základy mateřského jazyka. Následné rozšiřování vědomostí souvisí se školou, sebevzděláním.

## Cíl a předmět logopedie
Cíl logopedie je možné definovat z více hledisek. Na základě různých definic lze obecné cíle logopedie rozdělit na tři obory:
- Logopedie jako vědní obor = zkoumání komunikační schopnosti člověka
- Logopedie jako profese = v co nejvyšší míře rozvinout komunikační schopnost jedince
- Logopedie jako studijní obor = vysokoškolská příprava odborníků

Předmět logopedie lze rozdělit na dva hlavní směry:
- Medicínský model – tradiční, zúžený pohled na logopeda jako na odborníka zabývajícího se primárně patologií, narušením a defekty
- Komplexní, globálně – holistický model – výstižnější a modernější pohled na logopedii, logoped se zabývá nejenom osobami s narušenou komunikační schopností, ale i problémem s NKS u osob se zdravotním postižením nebo s výjimečným nadáním

## Struktura poruch řeči
- organická – poruchy na mluvním aparátu
- funkční – prostředí, špatné mluvní vzory, RDMO, duševní nemoc aj.

## Okruhy narušené komunikační schopnosti
- vývojová nemluvnost – opožděný vývoj řeči, vývojová dysfázie
- získaná neurotická nemluvnost – mutismus, elektivní mutismus
- získaná organická nemluvnost – afázie
- narušení článkování řeči – patlavost (dyslálie), dysartrie
- narušení zvuku řeči – huhňavost (rynolálie), palatolálie
- poruchy hlasu – dysfonie, afonie
- poruchy plynulosti řeči – koktavost (balbuties), breptavost (tumultus sermonis)
- narušení grafické formy řeči – dyslexie, dysgrafie, dysrtografie, dyskalkulie, alexie, agrafie, agramatismus, akalkulie
- symptomatické poruchy řeči
- kombinované vady řeči
- poruchy artikulace- dyslálie neboli patlavost (jde o poruchu tvoření hlásek a to u dětí i dospělých)